# All bout U
«All bout U» (или «All about You», с англ. — «Всё о тебе») — песня Тупака из альбома All Eyez on Me, записанная совместно с R&B-исполнителем Nate Dogg и участниками группы Outlawz — Hussein Fatal и Kadafi. В 1998 году, на сборнике лучших хитов Тупака Шакура (Greatest Hits), была выпущена версия «All bout U» с новым гостем — Top Dogg, — участником группы Boot Camp Clik.
На песню был снят видеоклип, в котором присутствуют все вышеуказанные гости, включая Top Dogg.

## Список композиций
Сторона А
1. «All bout U» — 4:37

Сторона Б
1. «Thug Passion» — 5:07

## Прочее
- В треке «All bout U» используются семплы песни «Candy» в исполнении группы Cameo.
- Рэп-исполнитель Game использовал семплы «All bout U» в своей песне «Wouldn’t Get Far» в 2006 году.
- В оригинальной версии трека[1] присутствуют третий куплет Тупака, который так и не включили в полную версию трека.